# Thomas Quillardet
Thomas Quillardet, né en 1979, est un metteur en scène, auteur de théâtre et traducteur français.

## Biographie

### Débuts
Il vit à Sartrouville dans les Yvelines jusqu'à ses 16 ans, c'est pendant cette période qu'il découvre le théâtre à travers différents stages au collège et la MJC de Sartrouville. Il entre au lycée Montaigne à Paris où il suit l'option légère de théâtre menée par Christian Gonon. Ces années sont déterminantes et après le bac, il décide de se former au jeu. Il intègre les Ateliers du Sapajou en 1998 (auprès d'Annie Noël, Arnaud Meunier, Philippe Carbonneaux et Paul Golub), puis le Studio-Théâtre d’Asnières de 2000 à 2002 (auprès de Jean-Louis Martin-Barbaz, Hervé Van Der Meulen).
Après ces deux formations, il décide de se consacrer à la mise en scène et crée sa compagnie.

### En collectif
Son premier spectacle, Les Quatre Jumelles de Copi, est joué à Agiktat (Paris) en 2004,.
En novembre 2005, il organise le festival Teatro em Obras au Théâtre de la Cité internationale et au Théâtre Mouffetard dans le cadre de l’année du Brésil. Un cycle de douze lectures de jeunes dramaturges brésiliens et la mise en scène du Baiser sur l’asphalte de Nélson Rodrígues,.
En 2006, il rejoint le collectif Jakart et Mugiscué, basé en région Limousin et associé au Théâtre de Brive - Les Treize Arches et au Théâtre de l'Union - Centre dramatique national du Limousin (jusqu’en 2014).
Lauréat de la Villa Médicis hors les murs, il monte en 2007 à Rio de Janeiro et Curitiba un diptyque de Copi avec des acteurs brésiliens : Le Frigo et Loretta Strong,.
En 2008, il met en scène, Le Repas de Valère Novarina au Théâtre de l’Union et à la Maison de la Poésie à Paris.
Dans le cadre de l’année de la France au Brésil, en 2009, il monte L’Atelier volant de Valère Novarina avec des acteurs brésiliens au SESC Copacabana - Rio de Janeiro.
L'année suivante, avec Jeanne Candel, il crée Villégiature, d’après Carlo Goldoni au Théâtre de l’Union et au Théâtre de Vanves. Le spectacle tourne pendant quatre saisons.
En 2012, Les Autonautes de la cosmoroute,, d’après Julio Cortazar et Carol Dunlop, est présenté à La Colline -Théâtre national et au Théâtre de l’Union. Thomas Quillardet reçoit une commande de la Comédie-Française pour la création d'un spectacle au Studio de la Comédie-Française. Il choisit d'adapter le conte célèbre Les Trois Petits Cochons,,,, interprétés par les comédiens de la troupe.
En 2013, il crée L'Histoire du rock par Raphaèle Bourchard à la Passerelle-Scène nationale de Gap et au Monfort à Paris.
En 2014, il crée avec les acteurs de l'Académie de Limoges, Comme des chevaliers Jedi de Marcio Abreu au Théâtre de l’Union, puis, en collaboration avec les metteurs en scène Marcio Abreu et Pierre Pradinas, créé Nus féroces et anthropophages, un spectacle en français et portugais du Brésil interprété par des acteurs français et brésiliens. Le spectacle est présenté au Carreau du Temple à Paris et au festival de Curitiba au Brésil.

### Une nouvelle compagnie:  8 avril
En 2016, il fonde la compagnie 8 avril, avec Claire Guièze comme directrice administrative.
La même année, il devient artiste associé à la Scène Nationale de Saint-Nazaire (jusqu’en 2018) et au théâtre de Vanves.
Le premier spectacle de la compagnie, Montagne,, en collaboration avec Seinendan, la compagnie d'Oriza Hirata et ses acteurs, est présenté en mai 2016 dans Alpes du Sud sur invitation de la Passerelle-Scène nationale de Gap, puis en septembre 2016 au Japon à Kinosaki Onsen, dans le cadre d’une résidence au Kinosaki International Art Center (KIAC), ainsi qu’à Tokyo (Atelier Shunpusha).
Cette même année, Thomas Quillardet crée Où les cœurs s'éprennent,,,,,, d'après les scénarios des films Les Nuits de la pleine Lune et Le Rayon vert d'Éric Rohmer au  Théâtre – Scène nationale de Saint-Nazaire en novembre 2016. La pièce part ensuite en tournée et sera notamment donnée au Théâtre de la Bastille à Paris en janvier 2017. Elle sera également jouée au théâtre de la Tempête, à la Cartoucherie de Vincennes, en juin 2021, en diptyque avec une nouvelle pièce, L'arbre, le maire et la médiathèque (adaptation du scénario éponyme d'Éric Rohmer) créée pour l'extérieur sur la proposition des directeurs de ce théâtre.
En juillet 2017, Thomas Quillardet créera Tristesse et joie dans le vie des girafes de Tiago Rodrigues pour la 71ème édition du Festival d'Avignon. Une tournée est prévue pour la saison 2017-2018.
Dès 2018, Thomas Quillardet et 8 avril seront associés au Trident- scène nationale de Cherbourg en Cotentin et compagnie en résidence au Théâtre de Chelles. En 2019, Thomas Quillardet et 8 avril re-créent le spectacle L'Histoire du Rock, créé en 2013, qui fera notamment l'objet d'une « diffusion itinérante dans des lieux qui ne sont pas des théâtres ». En 2020, Thomas Quillardet et 8 avril créent L’Encyclopédie des Super-héros, accessible à partir de 9 ans, en collaboration avec le Théâtre de Sartrouville – CDN et Ton Père, d'après le roman de Christophe Honoré, à la Comédie – CDN de Reims.
Au sortir du confinement il crée L'Arbre, le Maire et la Médiathèque d'après Éric Rohmer en plein air pour le Parc Floral de Paris,.
En 2022, il oriente sa dramaturgie et ses mises en scène vers le théâtre documentaire avec Une Télévision Française, pièce chorale sur la privatisation de TF1 , et en 2024 il écrit et joue une radiographie théâtrale d'un service d'addictologie avec la pièce En Addicto ,,.
Depuis 2024 Thomas Quillardet est co-directeur avec Marie Lenoir du festival Paris l'été .

## Théâtre
- 2004 : Les Quatre Jumelles de Copi, Agiktat.
- 2005 : Le Baiser sur l'asphalte de Nélson Rodrìgues, Théâtre Mouffetard.
- 2006 : Normalement de Christine Angot (représentations en appartements).
- 2007 : Le Frigo et Loretta Strong (diptyque) de Copi, Rio de Janeiro, Curitiba (Brésil).
- 2008 : Le Repas de Valère Novarina, Théâtre de l'Union à Limoges, Maison de la Poésie.
- 2009 : L'Atelier volant de Valère Novarina (créé au Brésil avec des acteurs brésiliens), SESC Copacabana - Rio de Janeiro (Brésil).
- 2010 : Villégiature d'après Carlo Goldoni, mis en scène avec Jeanne Candel, Théâtre de l'Union à Limoges, Théâtre de Vanves].
- 2012 : Les Autonautes de la cosmoroute d'après Julio Cortázar et Carol Dunlop, Théâtre national de la Colline, Théâtre de l'Union à Limoges.
- 2012 : Les Trois Petits Cochons, Studio Théâtre de la Comédie-Française.
- 2013 : L'Histoire du rock par Raphaèle Bouchard, La Passerelle-Scène nationale de Gap, Théâtre Monfort.
- 2014 : Comme des chevaliers Jedi de Marcio Abreu, Théâtre de l'Union à Limoges.
- 2014 : Nus, féroces et anthropophages, mis en scène avec Marcio Abreu et Pierre Pradinas, Festival de Curitiba (Brésil), Festival Ardanthé - Théâtre de Vanves], Carreau du Temple.
- 2016 : Montagne, la Passerelle-Scène nationale de Gap, (Kinosaki Onsen - Japon), Atelier Shempusha (Tokyo - Japon).
- 2016 : Où les cœurs s'éprennent, d'après Éric Rohmer, Le Théâtre – Scène nationale de Saint-Nazaire, Théâtre de la Bastille, Paris.
- 2017 : Tristesse et joie dans la vie des girafes, Tiago Rodrigues, création à la Chapelle des Pénitents Blancs au Festival d'Avignon.
- 2019 : L’Histoire du Rock, Raphaèle Bouchard, re-création du spectacle de 2013.
- 2020 : L’Encyclopédie des Super-héros (en partenariat avec le Théâtre de Sartrouville – CDN), Théâtre de Sartrouville – CDN.
- 2020 : Ton père d’après le roman de Christophe Honoré, Comédie – CDN de Reims.
- 2021 : L’arbre, le Maire et la Médiathèque, d'après Éric Rohmer, Théâtre de la Tempête, La Cartoucherie, Vincennes.
- 2021 : Une télévision Française, Comédie de Reims, Théâtre de la Ville.
- 2023 : En Addicto. Festival d'Automne.

## Auteur

### Spectacles
- 2012 : Les Trois Petits Cochons (inspiré du conte traditionnel européen, co-écriture avec Marcio Abreu).
- 2013 : L'Histoire du rock par Raphaèle Bouchard (co-écriture avec Marcio Abreu, Raphaèle Bouchard et Claire Lapeyre-Mazérat).
- 2014 : Nus, féroces et anthropophages (co-écriture avec Marcio Abreu et Pierre Pradinas).
- 2016 : Montagne (co-écriture avec Benoit Carré et Tatsuya Kawamura)
- 2018: La Rage des petites sirènes mis en scène par Simon Delattre pour le Festival Odyssée en Yvelines du Théâtre de Sartrouville.

### Adaptations
- 2010 : Villégiature d'après Carlo Goldoni (avec Jeanne Candel).
- 2012 : Les Autonautes de la cosmoroute d'après Julio Cortázar et Carol Dunlop.
- 2016 : Où les cœurs s'éprennent d'après Éric Rohmer (avec les acteurs du spectacle et Marie Rémond).
- 2021 : Ton père de Christophe Honoré[32].

### Traductions[41]
Thomas est traducteur du portugais et du portugais du Brésil vers le français. Depuis 2004, il est membre du comité lusophone de la Maison Antoine Vitez.
- 2005 : Body Art de Newton Moreno (avec Maria Clara Ferrer).
- 2013 : Comme des chevaliers Jedi de Marcio Abreu.
- 2014 : Tristesse et joie dans la vie des girafes de Tiago Rodrigues.
- 2016:  Albertine, le continent céleste de Gonçalo Waddington.
- 2016 : Pardonne-moi de me trahir de Nélson Rodrígues.

### Publications
- 2014 : Tristesse et joie dans la vie des girafes, Tiago Rodrigues, traduit du portugais, Éditions Les Solitaires intempestifs.
- 2016 : Pardonne-moi de me trahir, Nélson Rodrígues, co-traduit du portugais (Brésil) avec Angela Leite Lopes, Éditions Les Solitaires intempestifs.
- 2018:  La Rage des petites sirènes, publié aux éditions Acte Sud-papiers, collection Heyoka Jeunesse.
- 2022: Les Plus Beaux, album jeunesse publié chez On ne compte pas pour du beurre[42],[43]
- 2023: Une Télévision Française. Esse que édition.
- 2024: En Addicto. Esse Que Edition

### Entretiens
- 2018 : Épanouis et virevoltants : entretien réalisé avec Laure Adler, publié aux Éditions Universitaires d'Avignon, collection Entre-Vues[44].

## Distinctions
- 2007 : Lauréat de la Villa Médicis hors les murs[5]
- 2015 : Lauréat de l'aide à la création Centre national du théâtre pour Tristesse et joie dans la vie des girafes de Tiago Rodrigues, catégorie traduction.